# Awsiunino (osiedle)
Awsiunino (ros. Авсюнино) – osiedle w Rosji, w obwodzie moskiewskim, w rejonie oriechowo-zujewskim. W 2021 liczyło 5529 mieszkańców.